# Baie Piciw Minikanan
Baie Piciw Minikanan är en vik i Kanada.   Den ligger i provinsen Québec, i den sydöstra delen av landet, 300 km norr om huvudstaden Ottawa.
I omgivningarna runt Baie Piciw Minikanan växer i huvudsak blandskog. Trakten runt Baie Piciw Minikanan är nära nog obefolkad, med mindre än två invånare per kvadratkilometer.